# De Moderate
De Moderate var ett danskt politiskt parti som Hans Jørgen Lembourn grundade på 1970-talet när han hade lämnat Konservative Folkeparti, som han hade blivit invald i folketinget för. De Moderate nådde aldrig någon framgång och Lembourn anslöt sig sedan i stället till de danska socialdemokraterna.

## Fiktion
I den danska TV-serien Borgen förekommer ett fiktivt parti med samma namn.